# Могач
Могач (угор. Mohács) — місто в медьє Бараня в Угорщині, розташоване на правому березі річки Дунай, за 40 км до схід від Печа. Навпроти міста знаходиться острів.
Місто займає площу 112,23 км², на якій проживає 19 129 жителів.
У місті Могач щорічно проходить традиційне свято Бушояраш

## Історія
В районі Могача сталися дві битви:
- Могачська битва в 1526 році, після якої велика частина Угорщини потрапила під владу Османської імперії;
- Могачська битва в 1687 році, під час австро-турецької війни (війни «Священної ліги») 1683—1699 року, тоді османська армія зазнала поразки.

| Угорщина | Це незавершена стаття з географії Угорщини. Ви можете допомогти проєкту, виправивши або дописавши її. |